# Diaparsis erythrostoma
Diaparsis erythrostoma är en stekelart som först beskrevs av Cameron 1903.  Diaparsis erythrostoma ingår i släktet Diaparsis och familjen brokparasitsteklar. Inga underarter finns listade i Catalogue of Life.